# Mithly
Mithly (en àrab مجلة مثلي) és una revista marroquina sobre temes LGBT editada mensualment. És la primera revista en paper orientada a un públic homosexual que s'imprimeix al món àrab islàmic. El nom és un joc de paraules que significa «homosexual» i «jo mateix» en àrab.

## Història
Fou llançada en 2007 per l'activista Samir Bargachi, inicialment com un butlletí de notícies, després de participar en una conferència sobre el VIH a Madrid. Va començar com una publicació trimestral «online» amb la idea de potenciar les xarxes de suport entre homosexuals, educar sobre les malalties de transmissió sexual i discutir sobre drets i assumptes d'interès per al col·lectiu LGBT.
Va ser presentada originalment com una revista d'estil de vida LGBT amb un enfocament en homes gais amb cobertura principal sobre entreteniment, viatges, i esment ocasional d'assumptes polítics. Amb l'evolució de la revista, es va convertir en una revista bimestral en 2009 i després mensual en 2010, i el seu contingut es va concentrar més en l'entreteniment i es va allunyar de la política.
La seva versió impresa va sortir al carrer per primera vegada l'1 d'abril 2010, encara que no sense grans dificultats per ser impresa i de forma totalment clandestina. Mithly, editada pel grup Kifkif («d'igual a igual» en àrab) que agrupa a gais, lesbianes, bisexuals i transsexuals, suposa un desafiament a l'autoritat i una aposta arriscada en un país on ser homosexual està penat per llei.